# Darrett Adkins
Darrett Adkins (* in Tacoma/Washington) ist ein US-amerikanischer Cellist, Kammermusiker und Musikpädagoge.
Adkins studierte Musik am Oberlin Conservatory (Bachelor 1991), an der Rice University (Master 1993) und an der Juilliard School of Music (Doctor of Musical Arts, 2000). Seine Cellolehrer waren Norman Fischer, Joel Krosnick, Jeannette Chapman und Cordelia Wikarski-Miedel. Seit 1995 unterrichtet er Kammermusik und Cello an der Juilliard School, seit 2003 außerdem am Oberlin Conservatory und beim Aspen Music Festival. Zu seinen Schülern zählen unter anderem Steuart Pincombe und Genevieve Guimond.
Von 1997 bis 2002 war Adkins Mitglied des Flux Quartet, mit dem er unter anderem bei Festivals in New York, Melbourne und Oslo auftrat und die erste komplette Aufnahme von Morton Feldmans monumentalem Second Quartet einspielte. Seit 1998 bildet er mit Jeanne Galway (Flöte) und Jonathan Feldman (Klavier) das Zephyr Trio, das regelmäßig durch die USA tourt und zum Beispiel die Uraufführung von Lowell Liebermanns Trio spielte. Außerdem ist er Mitglied des Lions Gate Trio mit Katie Lansdale (Violine) und Florence Millet (Klavier). Als Solist trat er mit dem Tokyo Philharmonic Orchestra, den Tochio Soloists, dem Suwon Philharmonic Orchestra, dem Seoul’s Prime Orchestra, den Cleveland’s Red, dem Orchestra of St. Luke’s, dem Tanglewood Music Center Orchestra,  dem North Carolina Symphony Orchestra und dem New Hampshire Symphony Orchestra auf und ist musikalischer Leiter des Duke Symphony Orchestra.
Das besondere Interesse Adkins gilt der zeitgenössischen Musik, und er spielte unter anderem die Uraufführungen der Cellokonzerte von Franco Donatoni, Harrison Birtwistle (Meridian), Andrew Mead, Rolf Wallin (Grund) und Jeffrey Mumford und die New Yorker Erstaufführung von Luciano Berios Sequenza XIV. Mit den Cleveland's Red realisierte er die Uraufführung von Schubert Songbook, einem Musikdrama mit orchestrierten Liedern Schuberts,  mit der Sopranistin Arianna Zukerman. Adkins wurde unter anderem mit dem Presser Music Award und dem Bunkamura Orchard Hall Award ausgezeichnet. Er wurde 2002 zum Ehrencellisten des Rio de Janeiro International Cello Encounter ernannt und erhielt 2004 den Cultural Arts Grant der Amerikanisch-Skandinavischen Gesellschaft.